# Wagnerian rock
Il rock wagneriano (in inglese wagnerian rock) è un genere musicale che nasce dall'unione fra il rock and roll del XX secolo e l'opera del XIX secolo. Esso è ispirato soprattutto alla musica del compositore tedesco Richard Wagner e alla tecnica del Wall of Sound creata dal produttore statunitense Phil Spector. Il termine è stato coniato dal cantautore e produttore Jim Steinman per descrivere la trilogia di album Bat Out of Hell del cantante statunitense Meat Loaf, con cui ha collaborato; ad oggi, i due sono riconosciuti fra i più grandi esponenti del genere.
Questo stile musicale è caratterizzato da testi significativi e canzoni generalmente lunghe, al cui interno trovano posto ampie parti strumentali: un celebre esempio è il brano di Meat Loaf I'd Do Anything for Love (But I Won't Do That), di 12 minuti. Ogni canzone può essere considerata un po' come una piccola opera: introduzione, trama, climax e finale. Fra la tipica strumentazione rock, ha un posto importante il pianoforte.
Il termine rock wagneriano è spesso connesso a quello di opera rock e ad altri stili di musica simili, come il rock progressivo.
Talvolta, esso viene utilizzato dalla stampa anche per descrivere gruppi dalle sonorità differenti da quelle citate sopra.

## Alcuni artisti
- Bonnie Tyler[4]
- Jim Steinman[5]
- King Crimson[6]
- Meat Loaf[7][8]
- Cranes[9]